# Oppland
Oppland – dawny okręg, jednostka podziału administracyjnego Norwegii. Przestał istnieć 1 stycznia 2020, gdy na podstawie reformy z 2017 został włączony, wraz z okręgiem Hedmark do nowo utworzonego okręgu Innlandet. 
Położony był w południowej części kraju; graniczył z norweskimi okręgami Akershus, Buskerud, Hedmark, Møre og Romsdal, Oslo, Sogn og Fjordane oraz Sør-Trøndelag.  Zajmował powierzchnię 25 192 km², która zamieszkiwana była przez 189 545 osób (2019). Ośrodkiem administracyjnym okręgu było miasto Lillehammer.
Największymi miastami okręgi były: Lillehammer, Gjøvik i Otta. Na obszarze zajomanym przez okręg znajdują się: najwyższy szczyt Norwegii Galdhøpiggen (2469 m n.p.m.) oraz drugi co do wielkości szyczyt Glittertind (2452 m n.p.m.), a także ośrodek sportów zimowych Beitostølen.

## Gminy
Okręg podzielony był na 26 gmin.

1. Dovre
2. Etnedal
3. Gausdal
4. Gjøvik
5. Gran
6. Jevnaker
7. Lesja
8. Lillehammer
9. Lom
10. Lunner
11. Nord-Aurdal
12. Nord-Fron
13. Nordre Land
14. Østre Toten
15. Øyer
16. Øystre Slidre
17. Ringebu
18. Sel
19. Skjåk
20. Søndre Land
21. Sør-Aurdal
22. Sør-Fron
23. Vågå
24. Vang
25. Vestre Slidre
26. Vestre Toten